# Hyles livornicoides
Hyles livornicoides är en fjärilsart som beskrevs av Lucas 1891. Hyles livornicoides ingår i släktet Hyles och familjen svärmare. Inga underarter finns listade i Catalogue of Life.

## Bildgalleri

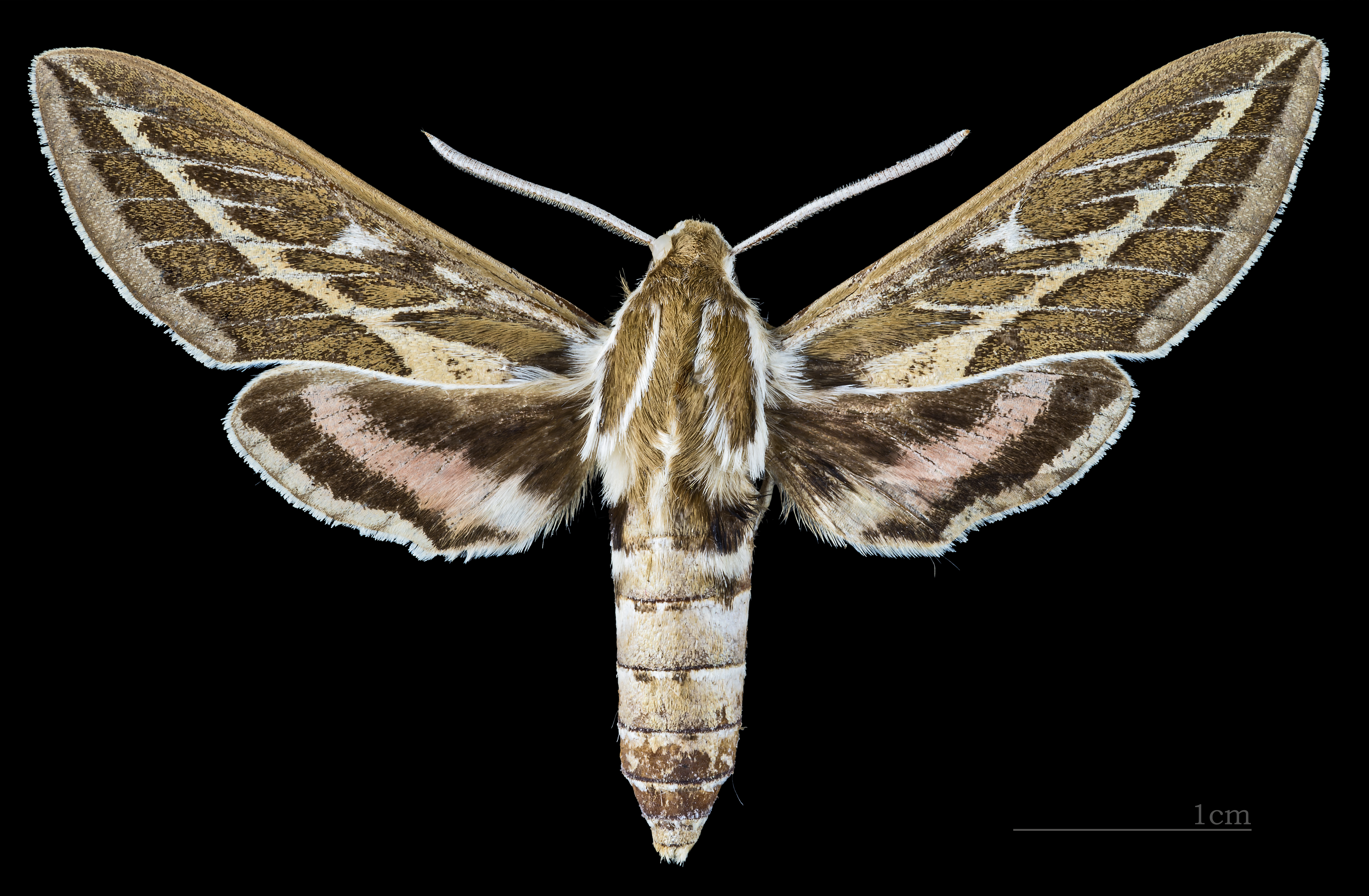
♂
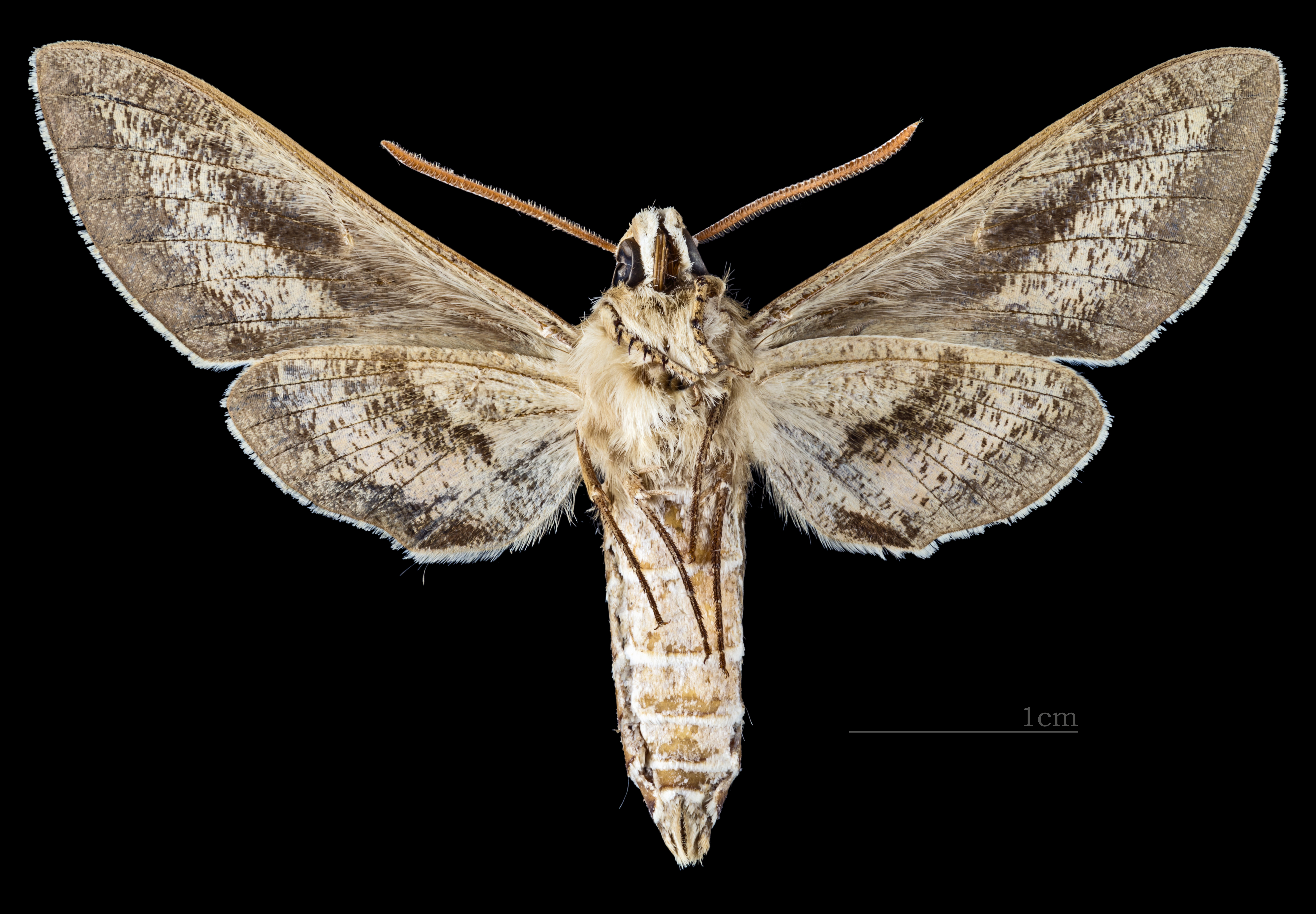
♂ △
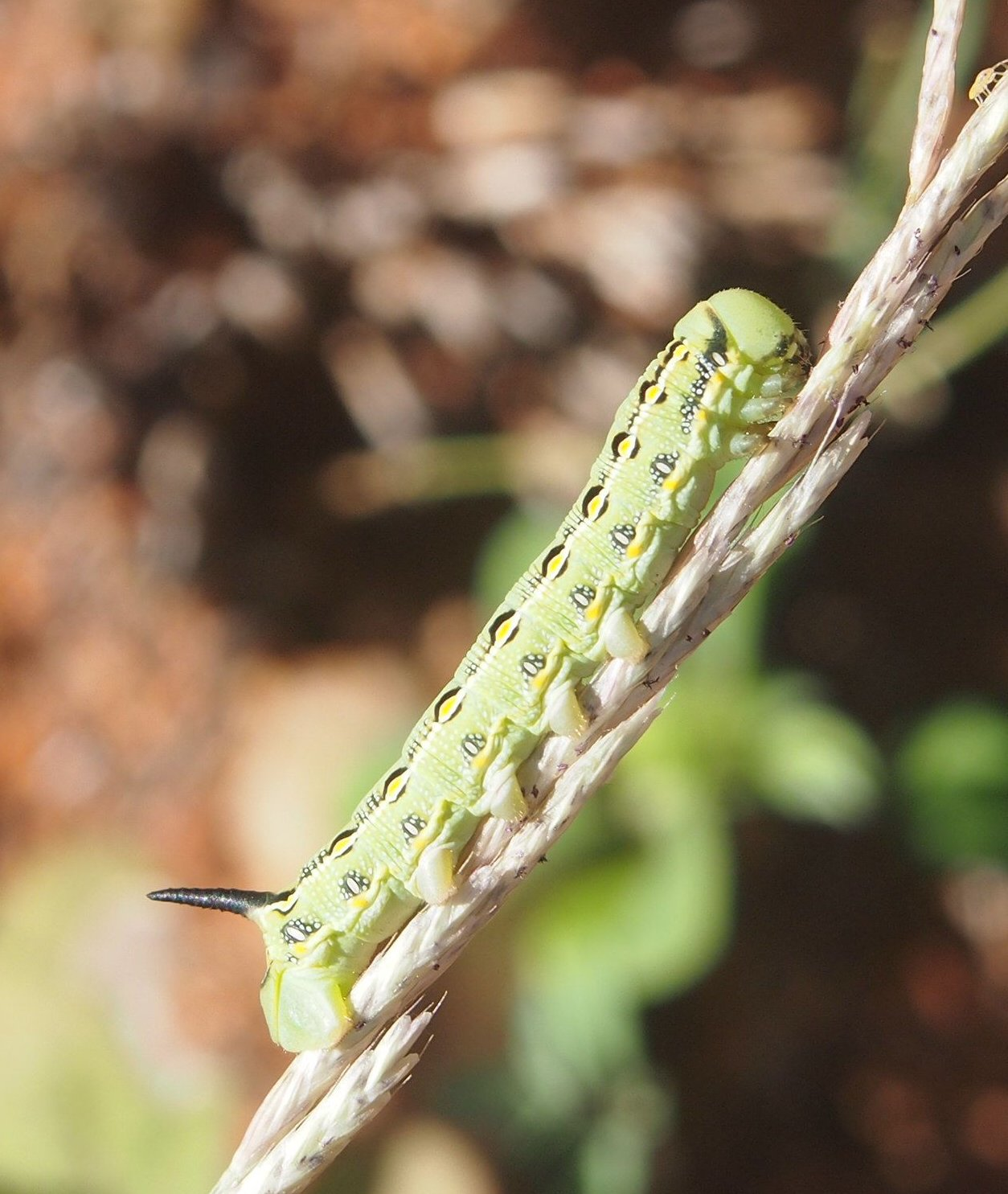
Larv